# 사사오촌
사사오촌(일본어: 笹尾村)은 일본 히로시마현 진세키군에 있던 촌이다. 현재의 진세키코겐정의 일부에 해당한다.

## 역사
- 1889년 4월 1일 - 정촌제 시행에 의해 진세키군 사사오촌이 단독으로 촌제를 시행해 사사오촌이 성립하였다.
- 1897년 7월 11일 - 가미토요마쓰촌, 시모토요마쓰촌, 나카다이라촌, 아루기촌과 합병, 도요마쓰촌이 신설해 폐지되었다.

## 참고문헌
- 角川日本地名大辞典 34 広島県
- 『市町村名変遷辞典』東京堂出版、1990年。